# Desmond Chute
Desmond Macready Chute (1895-1962) fue un artista inglés que se ordenó como sacerdote católico en 1927. 
Nació en Bristol, donde su padre James Macready Chute manejaba un teatro. Fue educado en Downside School, y en el Slade Art School en Mánchester.
Fue amigo de Stanley Spencer, desde 1915. Desde 1918 se convirtió en un colaborador y asistente cercano de Eric Gill, y fue uno de los fundadores de la comunidad católica de artesanos en Ditchling, donde enseñó a David Jones a hacer grabados. Publicó poemas en The Game, la revista de la comunidad.
Fue partidario del distributismo y seguidor del padre Vincent McNabb. En 1921 comenzó su noviciado en Fribourg. Se mudó a Rapallo debido a su salud, donde se hizo amigo de Ezra Pound, y formó parte del Tigullian Circle. Fue tutor de Mary de Rachewiltz, la hija de Pound con Olga Rudge. En 1944, fue internado por los alemanes al monasterio en Bobbio, Génova. 
Fue obra de teatro para radio Poets in Paradise (Poetas en el Paraíso) fue transmitida por la BBC en 1955. Falleció en Rapallo. Sus escritos se encuentran en la Colección Eric Gill en Chichester.
- Datos: Q5264686